# Бастиан Швайнщайгер
Бастиан Швайнщайгер (на немски: Bastian Schweinsteiger) е бивш германски футболист, роден на 1 август 1984 г. Играе като централен полузащитник.
Швайнщайгер е продукт на юношеската школа на Байерн Мюнхен, след което изиграва като професионален футболист за отбора точно 500 мача във всички турнири и вкарва 68 гола. Спечелва множество отличия, сред които осем титли на Германия, седем купи на страната, една Шампионска лига, едно Световно клубно първенство и една Суперкупа на УЕФА. Бивш играч и капитан на германския национален отбор, с който през 2014 г. става световен шампион.

## Кариера
На 14 години Швайнщайгер е изправен пред решението дали да продължи да спортува ски или футбол. Същата година подписва с младежкия отбор на Байерн Мюнхен на 1 юли 1998 г. След като през 2002 печели шампионата на младежкия отбор, Бастиан бързо получава своето място в резервите и показва добри игри в трета дивизия. След само 2 тренировки с първия отбор през сезон 2002/03, треньорът Отмар Хицфелд пуска Швайнщайгер в края на мач с френския Ланс. Младият германец веднага след влизането си подава за гол на съотборника си Маркус Фьолнер.
Следващият месец подписва професионален договор и изиграва 14 мача в Първа Бундеслига като помага на Байерн да спечели дубъл – Бундеслигата и Купата на Германия. През следващия сезон изиграва 26 мача в първенството.той отбелязва първия си гол за червените срещу ФФЛ Волфсбург през септември 2003 г.
През сезон 2004/05 новият теньор Феликс Магат изненадващо праща Швайнщайгер обратно при резервите, въпреки изявите му за националния отбор за Купата на Конфедерациите през лятото. Швайнщайгер обаче бързо се завръща в първия отбор и играе важна роля при дубъла през същия сезон, като отбелязва гол на ФК Челси при загубата с 4:2 в първия мач на четвъртфиналите на Шампионската лига.
През следващите 3 сезона Швайнщайгер изиграва 135 мача с Байерн, отбелязвайки 10 гола. От сезон 2009/10 след привличането на Ариен Робен в състава, Швайнщайгер е преместен да играе като централен полузащитник – позицията, на която е играл като юноша.
През декември 2010 г. Бастиан удължава договора си с Байерн до 2016 г.
На 25 април 2012 г. Швайнщайгер отбелязва решаващата дузпа срещу Реал Мадрид и изпраща отбора си на финала на Шампионската лига през 2012 г.
На 6 април 2013 г., Швайнщайгер вкарва гол с пета срещу Айнтрахт Франкфурт, който допринася победата на Байерн Мюнхен в шампионата.
Успехи:
- Шампион на Германия: 2003, 2005, 2006, 2008, 2010, 2013, 2014, 2015
- Купа на Германия: 2003, 2005, 2006, 2008, 2010, 2013, 2014
- Шампионската лига: 2013
- Суперкупа на Германия: 2010, 2012, 2013
- Суперкупа на Европа: 2013
- Купа на лигата: 2004, 2007
- Трето място на Световно първенство: 2006, 2010
- Второ място на Европейско първенство: 2008
- Шампион за юноши А: 2002
- Играч номер 1 в Бундеслигата: 2007, 2013
- Шампион за юноши Б: 2001
- Световно клубно първенство: 2013
- Световен шампион с Германия: 2014

## Национален отбор
Дебюта си за националния отбор на Германия прави през 2004 г. в приятелски мач с Унгария. Въпреки ужасяващото представяне на Германия на Евро 2004, Бастиан показва завидни умения и дух, като дори подава за първия гол на съотборника му в Байерн Михаел Балак при загубата с 1:2 от Чехия.
В мача за третото място на Световното първенство през 2006 г. в родината му, Швайнщайгер отбелязва две от попаденията при победата на Германия с 3:1 над Португалия, а третото е автогол след негов удар.
На 22 години Швайнщайгер вече е изиграл 41 мача за Германия, което е рекорд. На същата възраст Лотар Матеус (рекордьор с мачове за националния отбор със 150 мача) е изиграл само 13 мача.
Също така той е известен с умелото си мислене и тактика, съчетаваща отборна игра.

### Статистика
Информацията е актуална към 1 юни 2013 г.
| Година | Мачове | Голове | Асистенции |
| ------ | ------ | ------ | ---------- |
| 2004   | 10     | 0      | 2          |
| 2005   | 13     | 4      | 3          |
| 2006   | 18     | 9      | 11         |
| 2007   | 6      | 0      | 1          |
| 2008   | 15     | 4      | 3          |
| 2009   | 10     | 2      | 3          |
| 2010   | 12     | 2      | 4          |
| 2011   | 6      | 2      | 3          |
| 2012   | 7      | 0      | 2          |
| 2013   | 8      | 0      | 0          |
| Общо   | 98     | 23     | 32         |